# Tomáš Marček
Tomáš Marček (* 10. března 1987, Trenčín) je bývalý slovenský fotbalový záložník.

## Klubová kariéra
Svoji fotbalovou kariéru začal v FK AS Trenčín, kde prošel mládežnickými kategoriemi. V roce 2007 se propracoval do prvního mužstva. V únoru 2009 odešel na hostování do AFC Nové Mesto nad Váhom. V týmu hostoval do léta 2012, kdy se vrátil do Trenčína. Před sezonou 2012/13 zamířil na další hostování, tentokrát do mužstva tehdejšího nováčka TJ Spartak Myjava. Po roce do klubu přestoupil.
Poté, co Spartak odhlásil v zimní přestávce sezóny 2016/17 A-tým z 1. slovenské ligy, ukončil ve věku 29 let profesionální fotbalovou kariéru a začal se plně věnovat civilnímu zaměstnání.